# Aframomum longipetiolatum
Aframomum longipetiolatum là một loài thực vật có hoa trong họ Gừng. Loài này được Koechlin mô tả khoa học đầu tiên năm 1964.